# Řídký
Pour les articles homonymes, voir Řídký (homonymie).
Řídký (en allemand : Ridka) est une commune du district de Svitavy, dans la région de Pardubice, en République tchèque. Sa population s'élevait à 59 habitants en 2024.

## Géographie
Řídký se trouve à 6 km au nord-ouest de Litomyšl, à 23 km au nord-est de Svitavy, à 37 km au sud-est de Pardubice et à 131 km à l'est-sud-est de Prague.
La commune est limitée par Cerekvice nad Loučnou à l'ouest et au nord-ouest, par Bohuňovice au nord-est et à l'est, et par Tržek au sud.

## Histoire
La première mention écrite du village date de 1689. Il se trouve dans la région historique de Bohême.

## Galerie

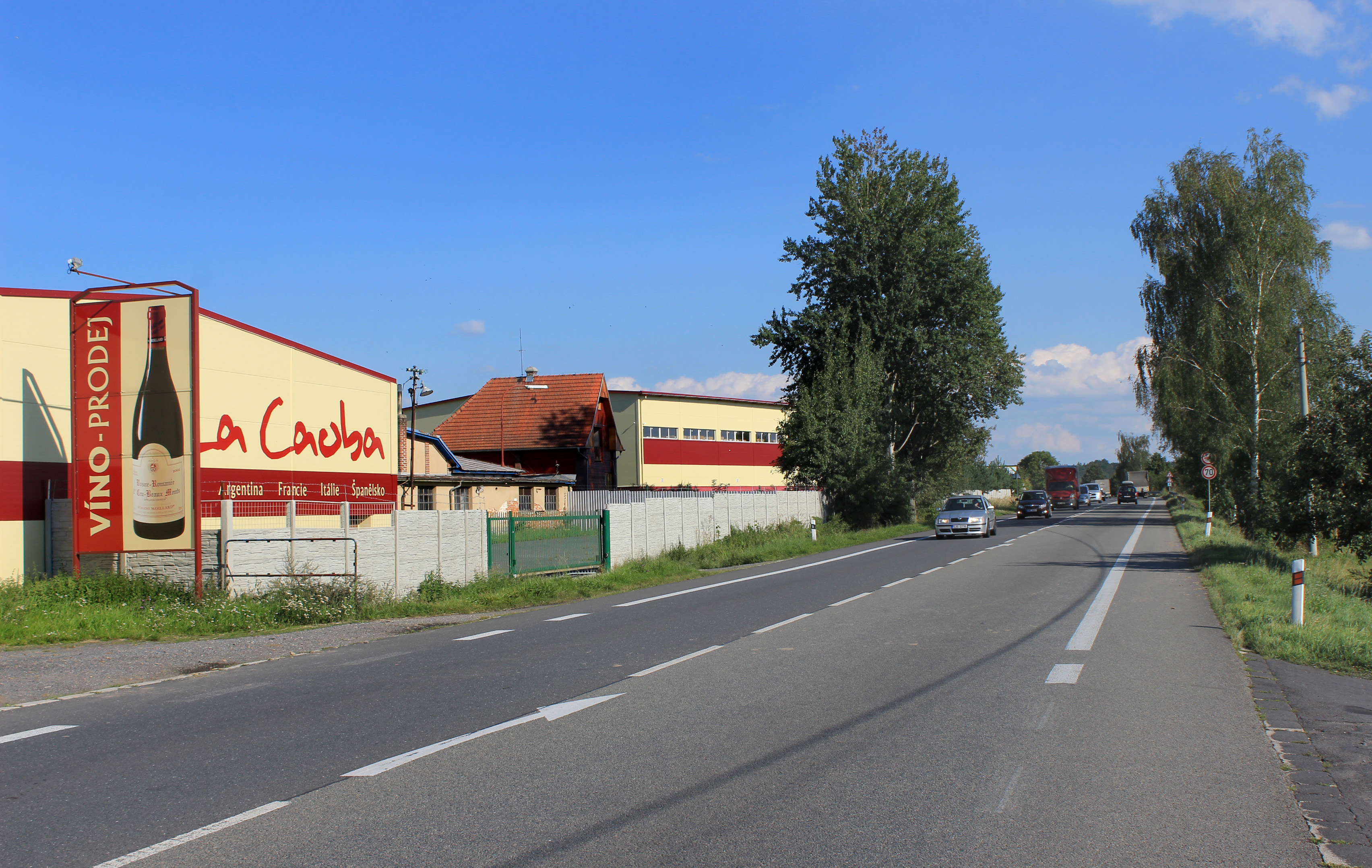
La route n° 35.
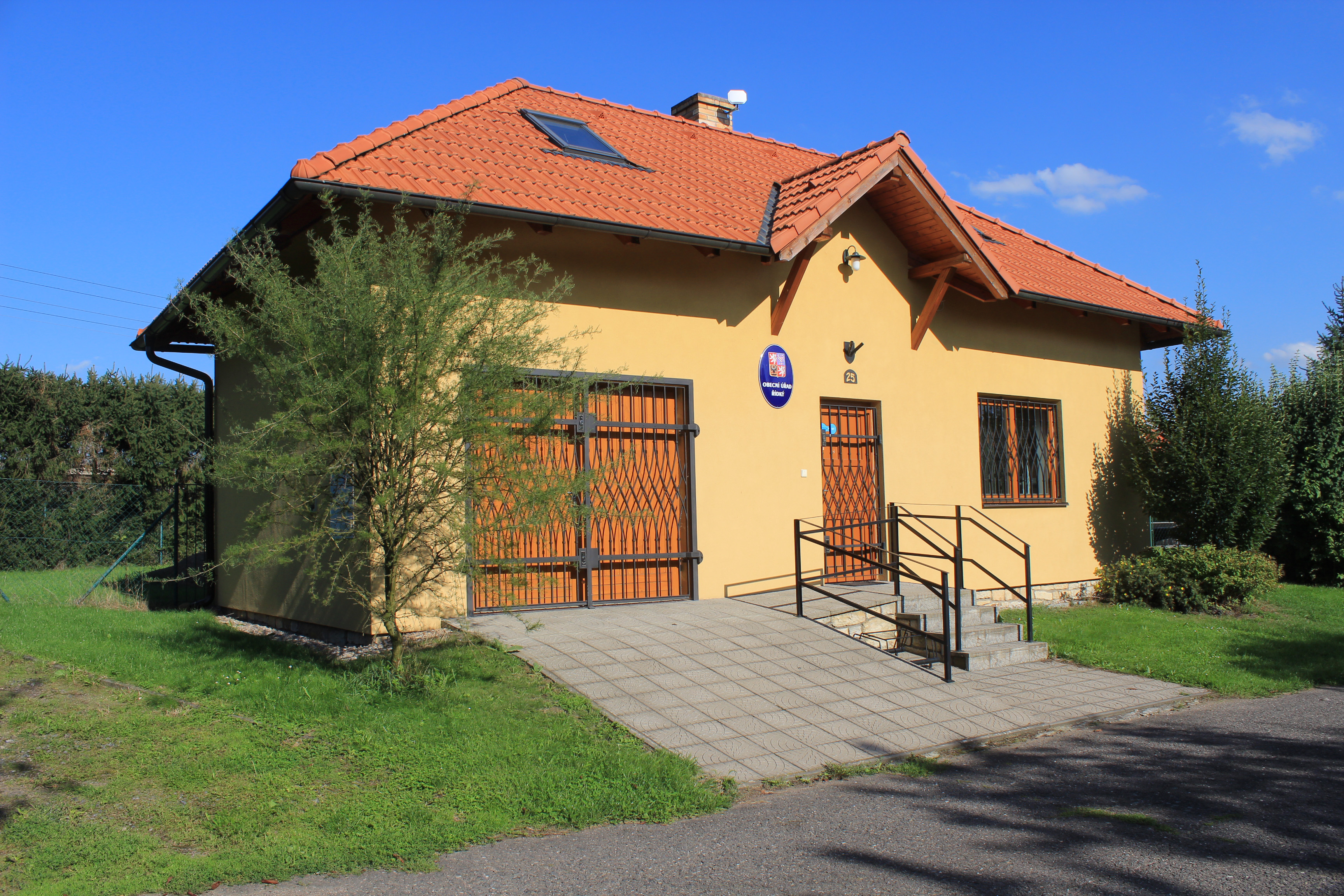
Mairie.
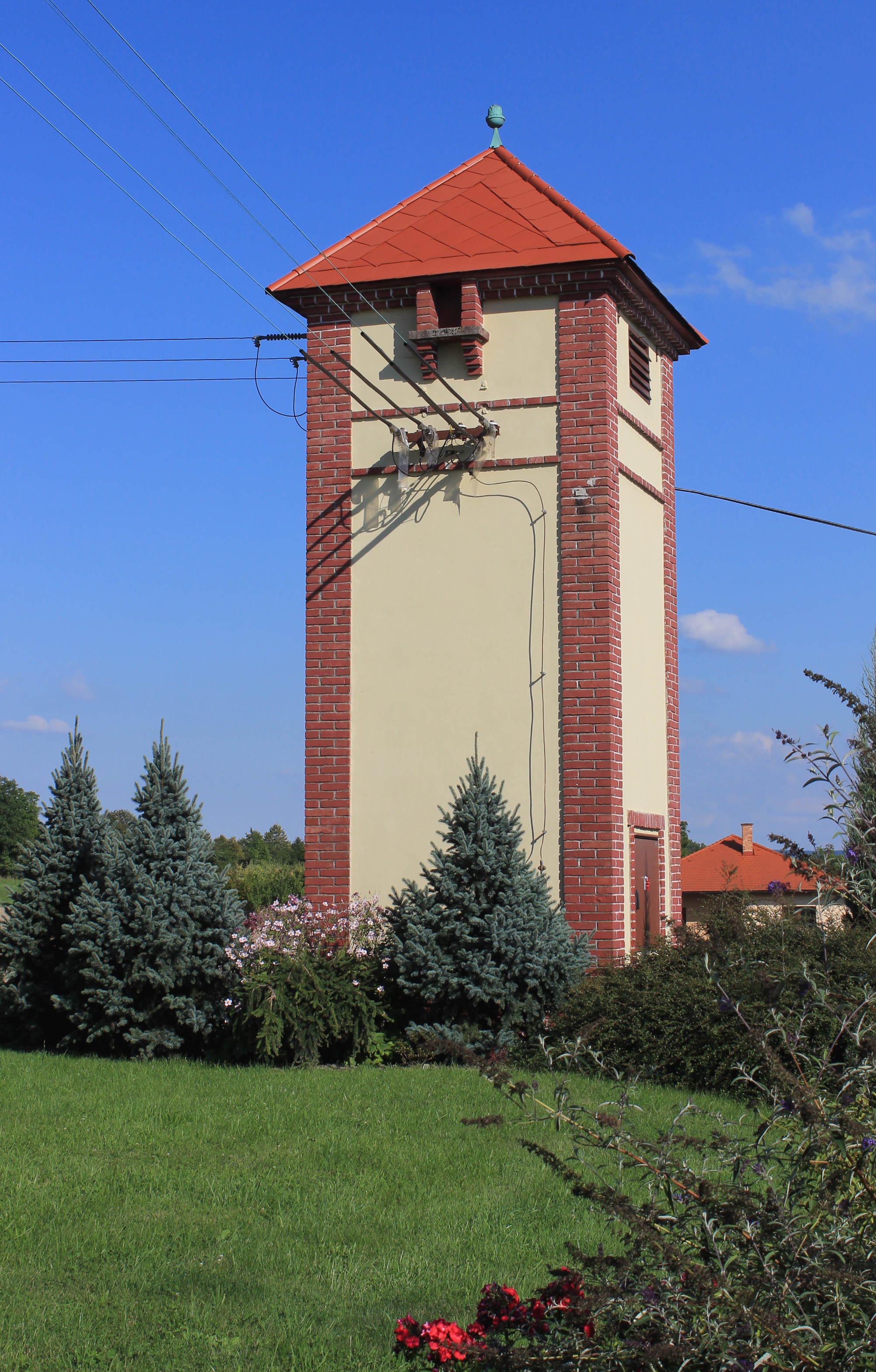
Transformateur.

## Transports
Par la route, Řídký se trouve à 6,5 km de Litomyšl, à 10 km de Vysoké Mýto, à 25 km de Svitavy, à 43 km de Pardubice et à 157 km de Prague. 